# The Dark Sides
The Dark Sides је компилацијски албум хеви метал бенда Кинг Дајмонд издат 1988. године под Roadrunner Records. Албум углавном садржи песме које нису у релацији са темама из претходних албума.

## Листа песама
1. „Halloween“
2. „Them“
3. „No Presents for Christmas“
4. „Shrine“
5. „The Lake“
6. „Phone Call“

## Постава бенда
- Кинг Дајмонд - вокал
- Енди Ла Рок - гитара
- Мајкл Денер - гитара
- Пит Блек - гитара
- Тими Хансен - бас гитара
- Хал Патино - Бас Гитара
- Мики Ди - бубњеви